# Rollwitz
Rollwitz je obec v zemském okrese Přední Pomořansko-Greifswald v německé spolkové zemi Meklenbursko-Přední Pomořansko. V roce 2015 zde žilo 925 obyvatel.

## Poloha
Obec leží na východě Meklenburska-Předního Pomořanska u jeho hranic s Braniborskem. Sousední obce jsou: Brietzig, Fahrenwalde, Göritz (Braniborsko), Nieden, Papendorf, Pasewalk, Schönfeld (Braniborsko) a Uckerland (Braniborsko).